# Andrea Tentoni
Andrea Tentoni (Rimini, 18 maggio 1969) è un ex calciatore italiano, di ruolo attaccante.

## Caratteristiche tecniche
Centravanti forte fisicamente e nel gioco aereo, era dotato di una progressione che lo rendeva particolarmente abile nelle ripartenze, tanto da essere definito dal suo allenatore Gigi Simoni "il più forte centravanti d'Italia se si gioca in contropiede".

## Carriera
Cresciuto nel Rimini, esordisce nel campionato di Serie C1 1987-1988. In seguito milita in Serie C2, prima nel Latina e poi nella Vis Pesaro, dove viene notato dall'allenatore Luigi Simoni che nel 1992 lo vuole con lui nella Cremonese, in Serie B.
Proprio a Cremona vive il suo periodo calcistico migliore, disputandovi quattro campionati consecutivi. Nel campionato di Serie B 1992-1993 realizza 16 reti, contribuendo alla promozione in Serie A della squadra lombarda e alla conquista della Coppa Anglo-Italiana a Wembley contro il Derby County. Nella stagione successiva, all'esordio in Serie A, realizza altre 11 reti nonostante il suo rendimento sia condizionato da uno stop a causa della varicella; attira l'attenzione della stampa nazionale e del commissario tecnico Arrigo Sacchi e conquista la salvezza nel massimo campionato.
Nel 1996, dopo la retrocessione della Cremonese, viene acquistato dai rivali del Piacenza, come alternativa a Pasquale Luiso. L'esperienza piacentina è negativa: la squadra si salva allo spareggio contro il Cagliari, e Tentoni realizza un unico gol, contro il Bologna, offrendo prestazioni sottotono che gli valgono il soprannome di Rigido da parte della tifoseria piacentina. Al termine della stagione viene ceduto in Serie B, prima al Chievo Verona (dove finisce nuovamente in panchina, in favore dell'emergente Federico Cossato) e poi al Pescara. Chiude la carriera nel Rimini, in Serie C2, a 31 anni.
In seguito è stato allenatore dello Stella San Giovanni, in Seconda Categoria riminese, e dal 2010 è tecnico della nazionale femminile della Federazione Sammarinese Giuoco Calcio.

## Palmarès

### Giocatore

#### Competizioni nazionali
- Serie C2: 1

Vis Pesaro: 1991-1992

#### Competizioni internazionali
- Coppa Anglo-Italiana: 1

Cremonese: 1992-1993